# Município de Troy (condado de Delaware, Ohio)
O município de Troy (em inglês: Troy Township) é um município localizado no condado de Delaware no estado estadounidense de Ohio. No ano de 2010 tinha uma população de 2.115 habitantes e uma densidade populacional de 33,33 pessoas por km².

## Geografia
O município de Troy encontra-se localizado nas coordenadas 40° 22′ 03″ N, 83° 04′ 20″ O. Segundo a Departamento do Censo dos Estados Unidos, o município tem uma superfície total de 63.46 km², da qual 60.43 km² correspondem a terra firme e (4.77%) 3.03 km² é água.

## Demografia
Segundo o censo de 2010, tinha 2.115 habitantes residindo no município de Troy. A densidade populacional era de 33,33 hab./km². Dos 2.115 habitantes, o município de Troy estava composto pelo 96.12% brancos, o 0.71% eram afroamericanos, o 0.14% eram amerindios, o 0.43% eram asiáticos, o 0.09% eram insulares do Pacífico, o 0.57% eram de outras raças e o 1.94% pertenciam a duas ou mais raças. Do total da população o 1.65% eram hispanos ou latinos de qualquer raça.